# Aegialonemertes chlorophthalma
Aegialonemertes chlorophthalma är en djurart som tillhör fylumet slemmaskar, och som beskrevs av Gibson 1990. Aegialonemertes chlorophthalma ingår i släktet Aegialonemertes och familjen Amphiporidae. Inga underarter finns listade i Catalogue of Life.